# 汪大猷

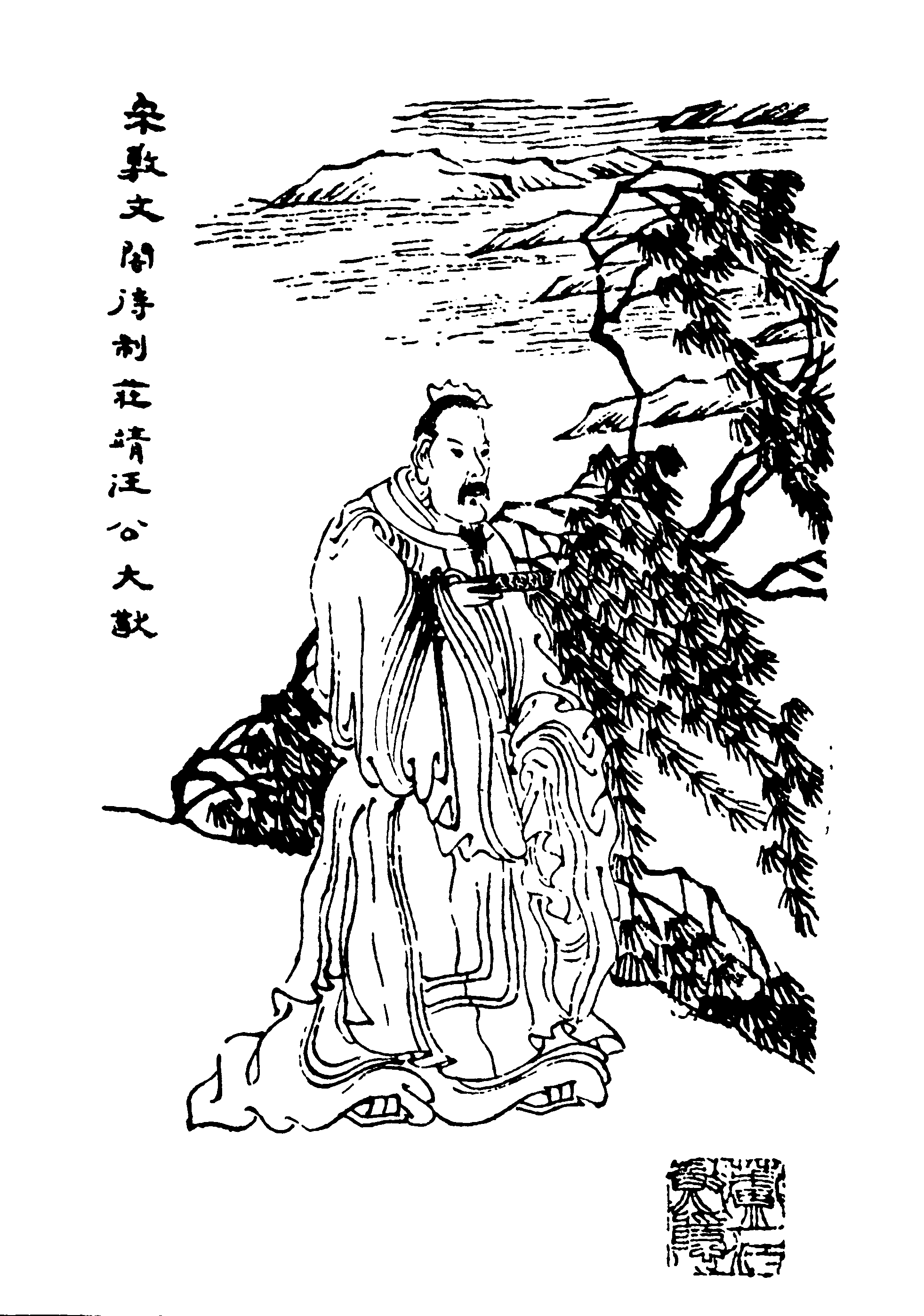
宋敷文閣待制莊靖汪公大猷（清代畫家虞琴所繪，出自《四明人鑑》）

汪大猷（约1120年—1200年9月6日），字仲嘉，号适斋，庆元府鄞县（今浙江宁波）人。南宋政治外交人物，曾出使过金国。父亲汪思温，北宋政和年间进士，曾为朝官。

## 生平
以父恩补授江山（今浙江衢州）县尉，通晓吏事。绍兴十五年（1145年），登进士第，授婺州（今浙江金华）县丞，后来先后调任严州建德县丞，知昆山县。累迁礼部员外郎。乾道七年（1171年）任泉州知州，遣泉州軍民屯戍澎湖。淳熙五年（1178年）史浩罷歸四明，不久，沈煥向史浩與汪大猷建議設立鄉曲義莊。汪大猷更帶頭捐二十亩地，家族欣然响应。
丞相洪适推荐他兼任吏部侍郎。曾为庄文太子侍讲学士，“多寓规戒”。后来累官权刑部侍郎，仕终敷文阁学士（宋宁宗庆元五年，1199年）吏部尚书。五十六歲即赋閒在家，晚年喜好参与诗社等组织。樓鑰之父樓璩曾寄居於汪家，後娶汪大猷的姊姊，汪大猷之妻則是樓鑰堂伯父的女兒。庆元六年（1200年）七月庚辰，卒，享年八十一岁，赠少师，谥庄靖。

## 逸事
- 汪大猷与丞相史浩为同乡，恰巧又为同年登科进士。史浩身为权相，汪大猷未尝附和，以致史浩也赞叹他“高风亮节”。

- 知泉州时曾有毗舍邪掠海滨居民，遣兵戍守，造屋二百间，一说其地在澎湖。南宋赵汝适《诸番志》载：“泉（州）有海岛，曰澎湖，隶晋江县"。

## 著作
- 《适斋存稿》（已佚）

## 遗迹
今浙江余姚南宋吏部尚书汪大猷墓

## 延伸閱讀
[在维基数据编辑]
 《四明人鑑·宋敷文閣待制莊靖汪公大猷》，出自《四明人鑑》
 《宋史·卷400》，出自脱脱《宋史》